# Microrutela viridiaurata
Microrutela viridiaurata är en skalbaggsart som beskrevs av Bates 1888. Microrutela viridiaurata ingår i släktet Microrutela och familjen Rutelidae. Inga underarter finns listade i Catalogue of Life.